# Buciumi, Sălaj
Buciumi (în maghiară: Vármező) este satul de reședință al comunei cu același nume din județul Sălaj, Transilvania, România.

## Așezare
Localitatea Buciumi este situată la poalele estice ale Munților Meseșului, în sud vestul județului Sălaj, la 25 de km față de municipiul Zalău, pe cursul superior al văii Agrijului.

## Istoric
Fiind așezat pe linia de graniță a imperiului roman, teritoriul satului este împânzit de ruinele unor turnuri de apărare romane și a unui castru roman. Castrul roman Buciumi a fost un puternic punct fortificat în sistemul defensiv al Daciei romane, asigurând apărarea zonei Porolissum. Castrul de piatră a fost construit în anul 114 d.C. și a fost sediul garnizoanei Cohors II Augusta Brittonum.
Vechimea locuirii pe aceste meleaguri este redată de vechimea așezărilor și de arhaismul obiceiurilor și a portului popular. Prima atestare documentară a satului Buciumi datează din anul 1491.

## Economie
În decursul timpului, localitatea a avut o evoluție economică fluctuantă. Pădurile, pășunile și fânețele sunt principalele resurse exploatabile ale comunei. Locuitorii satului sunt cunoscuți ca buni meșteșugari specializați în prelucrarea lemnului, dulgheritul și tâmplăritul fiind bine reprezentate în zonă. Beneficiind de un climat de adăpost, așezarea dispune de cca. 350 ha livezi, "palinca" fabricată aici fiind bine cunoscută în regiune.

## Turism
Din punct de vedere turistic, zona oferă perspective de dezvoltare multiple. Peisajele naturale de mare valoare întâlnite la izvoarele Agrijului și sub culmea Meseșului completează fondul turistic antropic al așezării, reprezentat atât prin elemente etnografice și folclorice de mare valoare, cât și de obiective istorice și arhitecturale cu valoare de patrimoniu. Castrul roman și clădirea căminului cultural în Buciumi, alături de tradițiile, obiceiurile, folclorul și portul popular românesc, fac din această localitate un important areal de convergență turistică.

## Personalități
- Ioniță Scipione Bădescu (1847-1900), ziarist și poet de renume, născut în satul vecin Răstolț, colaborator al unor mari personalități ca Mihai Eminescu, Ioan Slavici, Ion Luca Caragiale, fiind totodată și primul traducător în limba română (Beiuș, 1867) a poeziilor poetului Petőfi Sándor.[4]
- Sava Negrean Brudașcu - o binecunoscută interpretă de muzică populară ardelenescă